# 苏维埃茨克 (图拉州)
53°56′29″N 37°37′59″E / 53.9414°N 37.6331°E
蘇維埃茨克（俄语：Сове́тск），是俄羅斯圖拉州的一個城市，位於州首府圖拉以南43公里，烏帕河河畔。2002年人口8,770人。
1950年建城，1954年設市。